# Hôpital Queen Elizabeth de Birmingham
L'hôpital Queen Elizabeth de Birmingham est un hôpital militaire et universitaire situé près de l'université de Birmingham nommé en hommage à Elizabeth Bowes-Lyon. Inauguré en 2010, il remplace un hôpital homonyme qui datait de 1933.